# Dummy (Gesellschaftsmagazin)
Dummy (Eigenschreibweise: DUMMY) ist ein vierteljährlich erscheinendes Gesellschaftsmagazin aus Deutschland. Es wurde 2003 gegründet und zunächst von Jochen Förster und Oliver Gehrs herausgegeben. Nachdem Gehrs ab 2010 kurzzeitig alleiniger Herausgeber war, erfüllt er diese Rolle nun gemeinsam mit Natascha Roshani. Verlagssitz ist Berlin.
Dummy hat eine Druckauflage von 45.000 Exemplaren. Mit der 40. Ausgabe vom Herbst 2013 feierte das Magazin das zehnjährige Jubiläum.

## Konzept
Das Dummy-Magazin ist ein unabhängiges, monothematisches Gesellschaftsmagazin, das seit 2003 bundesweit vertrieben wird. Dummy erscheint vierteljährlich zu einem jeweils unterschiedlichen gesellschaftlichen Thema und wird jedes Mal von einer neuen Artdirektion gestaltet. Bisherige Themen waren u. a. Muslime, Österreich, Juden, Osten, Behinderte, Atom, Drogen, Ungehorsam, Dummheit, Selbstmord und Scheiße, die trotz ihrer gesellschaftlichen Relevanz oft kaum journalistisch aufbereitet werden. Dadurch entsteht alle drei Monate ein publizistisches Ereignis, dessen Erscheinungsbild von Ausgabe zu Ausgabe wechselt: Titelseite und Formsprache sind jedes Mal anders, auf ein gleichbleibendes Design wird verzichtet. Laut der Zeitung Die Welt ist Dummy „das urbanste Produkt der deutschen Presselandschaft“.

### Zensur
Wegen Abbildungen von Penissen und Tattoos von Frauen mit gespreizten Beinen empfahl ein Münchner Anwalt im Dezember 2013 den Grossisten, Heft Nr. 41 nicht in den Verkauf zu nehmen. Daraufhin zensierte Dummy das Heft für den Handel, nicht für die Abos und den eigenen Onlineshop. Entfernt wurden zwei Seiten, und ein Penis wurde geschwärzt.

### Auszeichnungen
Das Magazin konnte bisher 10 LeadAwards, den Designpreis der Bundesrepublik Deutschland, den iF award und eine ADC-Auszeichnung gewinnen.
2016 / Lead Awards Bronze für Dummy USA
2016 / Lead Awards Silber / Reportagefotografie des Jahres / Lead Awards 2x Auszeichnung / Porträtfotografie des Jahres / 1x Auszeichnung / Reportagefotografie des Jahres
2015 / Bronze / Architektur- und Still-Life-Fotografie des Jahres / Auszeichnung / Porträtfotografie des Jahres, Reportagefotografie des Jahres, Beitrag des Jahres, Cover des Jahres
2014 / Gold / Reportagefotografie des Jahres
2013 / Silber / Reportagefotografie des Jahres: Corey Arnold, „Der talentierte Mister Arnold“, Dummy Nr. 37
2012 / Bronze / Reportagefotografie des Jahres: Henrik Malmström, „Meine Schwester“, Dummy Nr. 33 / Auszeichnung / Reportagefotografie: Henrik Malmström, „Meine Schwester“, Dummy Nr. 33
2011 / Gold / Architektur und Still-Life-Fotografie des Jahres: Die Fotografien der Polizeiwache Amsterdam Amstel, „Aus dem Apparat / Tatortfotos der Amsterdamer Polizei“, Dummy Nr. 27 / Bronze / Reportagefotografie des Jahres: Mike Brodie „Freie Bahn / Das Leben der Hobos, die auf Güterzügen durch die USA ziehen“, Dummy Nr. 28
2010 / Bronze / Illustrationsbeitrag des Jahres : Edward B. Gordon, Dummy Nr. 22 / Bronze / Beitrag des Jahres: „My Mother / Eine Familiengeschichte“, Dummy Nr. 25 / Auszeichnungen / Fotobeitrag des Jahres: „Männer“, Alec Soth, Dummy Nr. 23 / Foto „Atom“, Dummy Nr. 24
2009 / Visualleadmagazin des Jahres Silber / Porträtfotografie: Robyn Schwartz „Das Familienalbum“, Dummy Nr. 18 / Auszeichnungen / Reportagefotografie des Jahres: Linus Bill „Wir nehmen auch Euro“, Dummy Nr. 19 / Cover des Jahres: „Schweizer können kein Deutsch…“, Dummy Nr. 19
2008 / Visualleadmagazin des Jahres Bronze / Reportagefotografie des Jahres: Alec Soth „True Romance“, Dummy Nr. 17 / Auszeichnungen / Reportagefotografie des Jahres: Tobias Kruse „The Parting“, Dummy Nr. 16 / Porträtfotografie des Jahres: Gosbert Gottmann „Außer Atem“, Dummy Nr. 14 / Cover des Jahres: „Türken“, Dummy Nr. 15 / Illustrationsbeitrag des Jahres: „Das wars soweit“, Dummy Nr. 14
2007 / Gold Fußball-WM-Beitrag des Jahres: „Die Geschichte des Fußballs in 90 Minuten“, Dummy Nr. 10 / Auszeichnungen / Cover des Jahres: „Osten“, Dummy Nr. 12 / „Werben & Verkaufen“, Dummy Nr. 13
2006 / Gold / Mood- und Modefotografie: Jan von Holleben „Der Traum vom Liegen“, Dummy Nr. 9 / Bronze / Reportagefotografie: Frank Schinski „Jetzt wolle die auch noch Sex haben“, Dummy Nr. 6 / Bronze / Cover des Jahres: „Juden“, Dummy Nr. 8